# A Drop in the Ocean
A Drop in the Ocean is een compositie van de Let Eriks Esenvalds. De gezongen teksten zijn in het Latijn en het Engels.
A Drop in the Ocean is geschreven op verzoek van Maris Simais, leider van het koor Kamer …. Zij streden mee in een koorolympiade in Xiamen, China. Esenvalds had de keus tussen een werk dat typische geschoold was volgens de Letse cultuur, doch was bang dat de jury dat niet goed zou kunnen beoordelen. Een alternatief was een compositie die buiten de gangbare muziek zou vallen en daardoor direct de oren zou laten spitsen.
Esenvalds studeerde zowel compositieleer als theologie en dat is in dit werk voor koor goed te horen. Het a capella-lied is gebaseerd op een tekst van Moeder Theresa: All my work is just a drop in the ocean. Het “lied” bestaat uit een aantal gebeden waarvan ook die van Moeder Theresa, die weer gebaseerd was op teksten van Franciscus van Assisi: May you bring love where there is no love, bring light where there is no light. Vervolgens keert de schrijver terug naar de Bijbel met ; Oh, that I had the wings of a dove. I would fly away and be at rest. Het lied eindigt weer met teksten van Moeder Theresa, die zij ook wel in Calcutta sprak en zong. De koorleden moeten niet alleen zingen, de eerste akkoorden van dit werk bestaat uit een opbouw van zuchtende tenor en bas, tegenover gefluit in de sopraan- en altstemmen. Dat levert een geluid op dat veel weg heeft van het geluid dat een walvis voortbrengt.
De eerste uitvoering vond plaats tijdens die zangolympiade in China. Om meer impact te krijgen werd achter het koor het gezicht van Moeder Theresa glinsterend geprojecteerd, als of ze oceaangolven werd weerkaatst.
De eerste publieke uitvoering vond plaats in Letland op 29 december 2006 in Riga, in de concertzaal van de Universiteit van Letland.

## Discografie
- Uitgave Quartz Records: Kamer... o.l.v. Maris Sirmais